# Vương quốc Arles
Vương quốc Burgundy, được biết đến từ thế kỷ XII với tên gọi Vương quốc Arles, cũng được gọi trong nhiều ngữ cảnh khác nhau là Arelat, Vương quốc Arles và Vienne, hoặc Vương quốc Burgundy-Provence, là một vương quốc được thành lập vào năm 933 bởi sự hợp nhất của các vương quốc Hạ và Thượng Burgundy dưới thời Vua Rudolf II. Nó được hợp nhất vào Đế chế La Mã Thần thánh vào năm 1033 và từ đó trở đi là một trong 3 vương quốc cấu thành của đế chế, cùng với Vương quốc Đức và Vương quốc Ý. Tuy nhiên, muộn nhất là vào giữa thế kỷ XIII, nó đã mất đi sự liên quan cụ thể về mặt chính trị với La Mã Thần thánh.:35
Lãnh thổ của nó trải dài từ Địa Trung Hải đến sông High Rhine ở phía Bắc, gần tương ứng với các vùng ngày nay thuộc Pháp là Provence-Alpes-Côte d'Azur, Rhône-Alpes và Franche-Comté, cũng như miền Tây Thụy Sĩ. Cho đến năm 1032, nó được cai trị bởi các vị vua độc lập của Elder Nhà Welf.

## Văn chương
- Chiffoleau, Jacques (1994). "I ghibellini nel regno di Arles". Trong Pierre Toubert; Agostino Paravicini Bagliani (biên tập). Federico II e le città italiane. Palermo. tr. 364–88.{{Chú thích sách}}:  Quản lý CS1: địa điểm thiếu nhà xuất bản (liên kết)
- Chiffoleau, Jacques (2005). "Arles, regno di". Federico II: enciclopedia fridericiana. Quyển 1. Rome: Istituto dell'Enciclopedia Italiana.
- Cope, Christopher (1987). Phoenix Frustrated: The Lost Kingdom of Burgundy. Constable.
- Cox, Eugene L. (1967). The Green Count of Savoy. Princeton, NJ: Princeton University Press.
- Cox, Eugene L. (1974). The Eagles of Savoy. Princeton, NJ: Princeton University Press.
- Cox, Eugene L. (1999). "The Kingdom of Burgundy, the Lands of the House of Savoy and Adjacent Territories". Trong David Abulafia (biên tập). The New Cambridge Medieval History, Volume V: c. 1198–c. 1300. Cambridge University Press. tr. 358–74.
- Davies, Norman (2011). Vanished Kingdoms: The History of Half-Forgotten Europe. Penguin.
- Font-Réaulx, Jacques de (1939). "Les diplômes de Frédéric Barberousse relatifs au royaume d'Arles à propos d'un livre récent". Annales du Midi. Quyển 51 số 203. tr. 295–306. doi:10.3406/anami.1939.5476.
- Fournier, Paul (1886). Le royaume d'Arles et de Vienne et ses relations avec l'empire: de la mort de Frédéric II à la mort de Rodolphe de Habsbourg, 1250–1291. Paris: Victor Palmé.
- Fournier, Paul (1891). Le royaume d'Arles et de Vienne (1138–1378): Étude sur la formation territoriale de la France dans l'Ést et le Sudest. Paris: Alphonse Picard.
- Fournier, Paul (1936). "The Kingdom of Burgundy or Arles from the Eleventh to the Fifteenth Century". Trong C. W. Previté-Orton; Z. N. Brooke (biên tập). The Cambridge Medieval History, Volume VIII: The Close of the Middle Ages. Cambridge University Press. tr. 306–31.
- Heckmann, Marie-Luise (2000). "Das Reichsvikariat des Dauphins im Arelat 1378: vier Diplome zur Westpolitik Kaiser Karls IV". Trong Ellen Widder; Mark Mersiowsky; Maria-Theresia Leuker (biên tập). Manipulus florum: Festschrift für Peter Johanek zum 60. Geburtstag. Münster: Waxmann. tr. 63–97.
- Jacob, Louis (1906). Le royaume de Bourgogne sous les empereurs franconiens (1038–1125): Essai sur la domination impériale dans l'est et le sud-est de la France aux XIme et XIIme siècles. Paris: Honoré Champion.
- Poole, Reginald (1913). "Burgundian Notes, III: The Union of the Two Kingdoms of Burgundy". English Historical Review. Quyển 28 số 109. tr. 106–12.
- Poupardin, René (1907). Le royaume de Bourgogne (888–1038): étude sur les origines du royaume d'Arles. Paris: Honoré Champion.
- Previté-Orton, Charles William (1912). The Early History of the House of Savoy (1000–1233). Cambridge University Press.
- Viard, Paul (1911). "La dîme ecclésiastique dans le royaume d'Arles et de Vienne aux XIIe et XIIIe siècles". Zeitschrift der Savigny-Stiftung für Rechtsgeschichte: Kanonistische Abteilung. Quyển 1 số 1. tr. 126–59. doi:10.7767/zrgka.1911.1.1.126. S2CID 180419125.
- Wilson, Peter (2016). Heart of Europe: A History of the Holy Roman Empire. Cambridge, MA: Belknap Press.